# Bischofsheim an der Rhön
Bischofsheim an der Rhön település Németországban, azon belül Bajorországban. Lakosainak száma 4756 fő (2023. december 31.).

## Népesség
A település népessége az elmúlt években az alábbi módon változott:
| Lakosok száma | 1470 | 2044 | 2999 | 4811 | 4794 | 4755 | 4698 | 4782 | 4751 | 4756 |
|               | 1875 | 1950 | 1975 | 2010 | 2012 | 2013 | 2015 | 2017 | 2021 | 2023 |